# Brachytome kachinensis
Brachytome kachinensis är en måreväxtart som beskrevs av Rafaël Herman Anna Govaerts. Brachytome kachinensis ingår i släktet Brachytome och familjen måreväxter. Inga underarter finns listade i Catalogue of Life.